# Майсур (государство)
Кня́жество Майсу́р — одно из индийских государств, территория которого располагалась на юго-западной оконечности полуострова Индостан. 
Столицей государства был город Майсур. 
Наибольшую известность это государство получило благодаря сопротивлению английской колонизации, вылившемуся в четыре англо-майсурские войны. После сорокалетней борьбы Майсур последним из индийских княжеств потерял независимость и вошёл в состав земель Ост-Индийской компании.

## Образование Майсурского государства
Семья Водеяров происходила из Двараки. Братья Виджая-раджа и Кришна-раджа поселились в XIV веке в майсурском округе Аштаграм. Один из них женился на дочери полегара (правителя) области Хаданару и благодаря этому установил свою власть на этих землях.
Поначалу Водеяры были вассалами империи Виджаянагара. Братья Виджая и Кришна поселились в двух крепостях региона Хадана. В XVI веке Хирья Беттада Чамараджа III передал крепость Пурагарх одному из трёх своих сыновей, Аппане Тиммарадже II, который назвал её Махишасура. Это название затем трансформировалось в Майсур.
В 1564 году государство стало независимым от Виджаянагара. В течение следующих двух столетий Водеяры последовательно увеличивали свои владения.

## Англо-майсурские войны
В 1755 году несовершеннолетний махараджа попал под контроль Хайдара Али, сначала капитана и героя войны, затем главного министра и неофициального регента. Хайдар Али узурпировал власть. Один за другим два махараджи были убиты при подозрительных обстоятельствах незадолго до достижения совершеннолетия, когда они должны были принять полную власть. Княжеская семья фактически находилась под арестом и появлялась на публике только на ежегодном празднике Дассара. Сын и преемник Хайдара Али, Типу-султан, скоро принял суверенную власть. Он официально принял титул султана. Правление Хайдара Али и Типу-султана считается пиком могущества Майсура. Модернизировав свою армию с помощью французов, и оснастив её огнестрельным оружием и ракетами оригинальной конструкции, майсурцы добились значительных военных успехов по отношению к окружающим княжествам. В 1790 году Типу-султан одержал блестящую победу над королевством Траванкор, британским союзником. 
В 1799 году Типу-султан потерпел сокрушительное поражение в 4-й англо-майсурской войне от британцев при Серингапатаме.

## Княжество Майсур
Британцы восстановили власть династии Водеяров: на трон сел Муммади Кришнараджа Водеяр III, 5-летний сын последнего махараджи из рода Водеяров. До его совершеннолетия регентом был Деван, а в 1810 году Муммади принял полную власть. В 1831 году он был отстранён от контроля над страной: британцы отстранили его под предлогом плохого правления.
Его наследник Чамараджендра Водеяр провёл несколько десятилетий в судах Лондона, после чего в 1881 году административный контроль над княжеством был возвращён Водеярам. Майсур стал первым индусским туземным княжеством в Британской Индии.

Наиболее известные правители Майсура
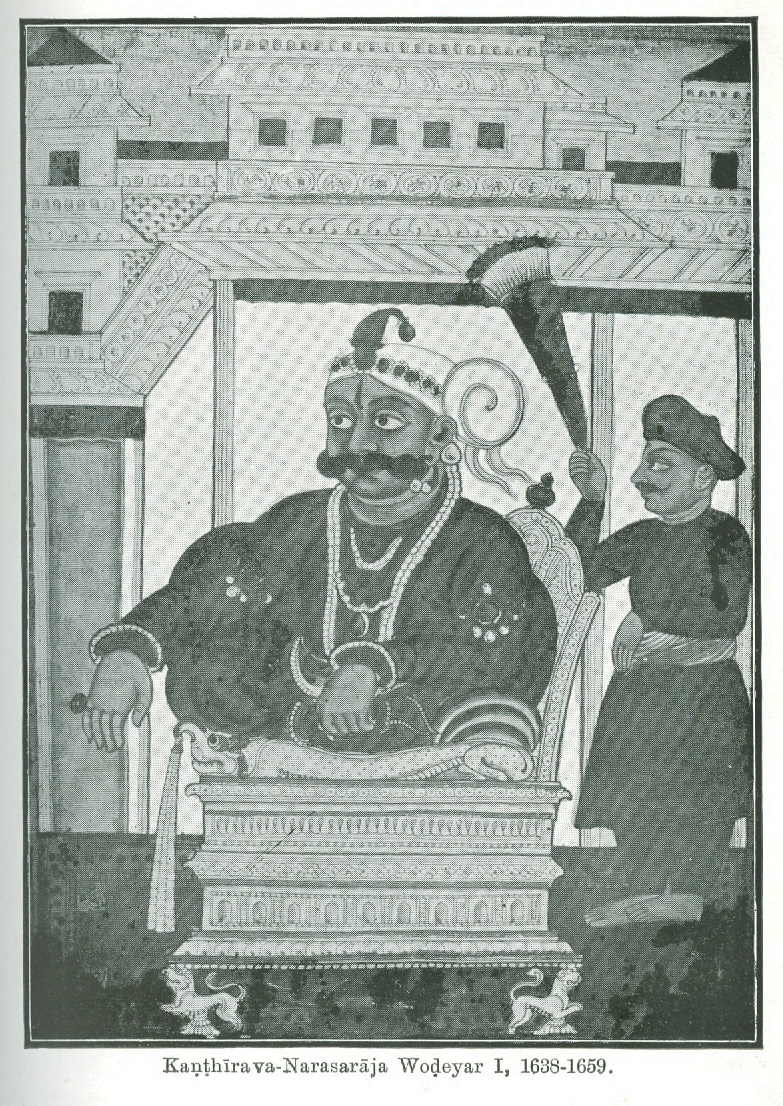
Кантирава Нарасараджа Водеяр (1638—1659)
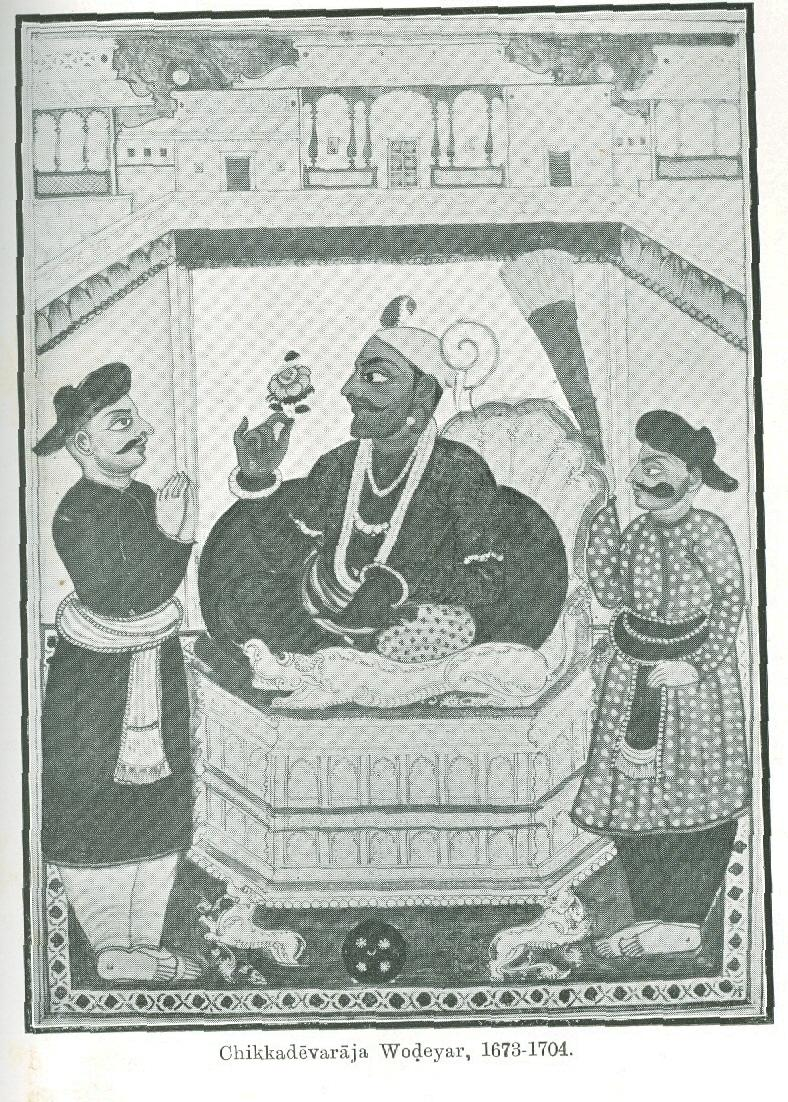
Чиккадевараджа Водеяр (1673—1704)
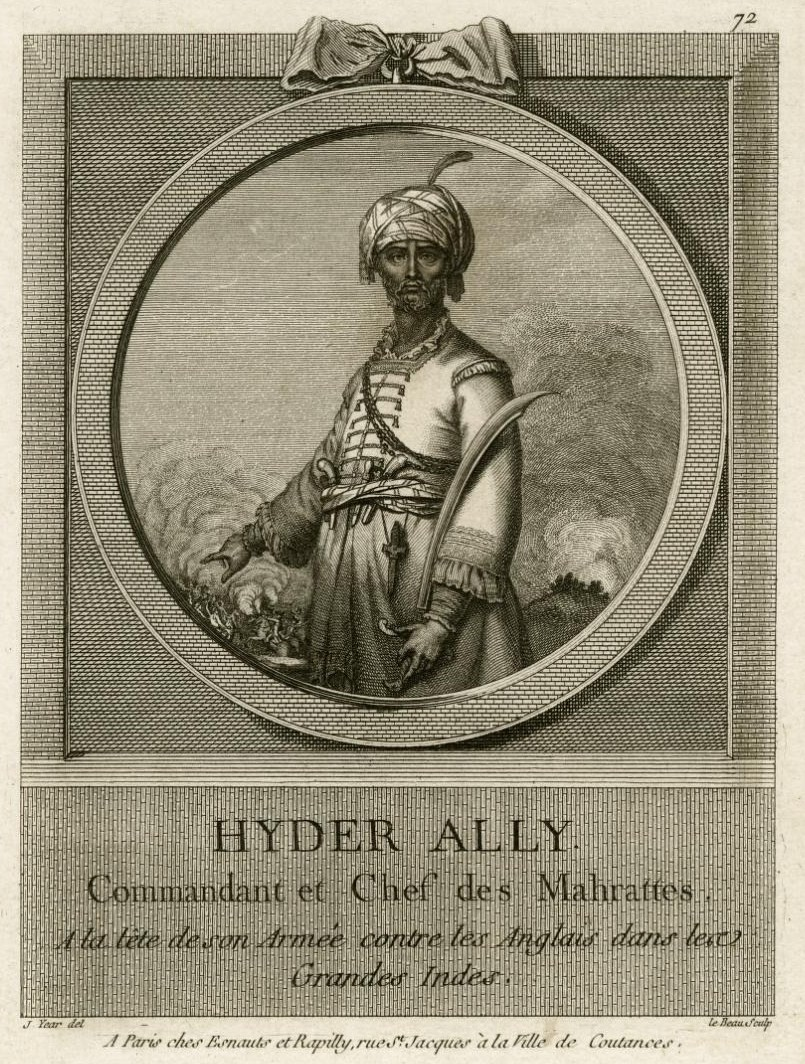
Хайдар Али (1761—1782)
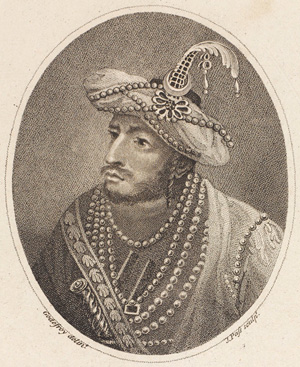
Типу Султан (1782—1799)
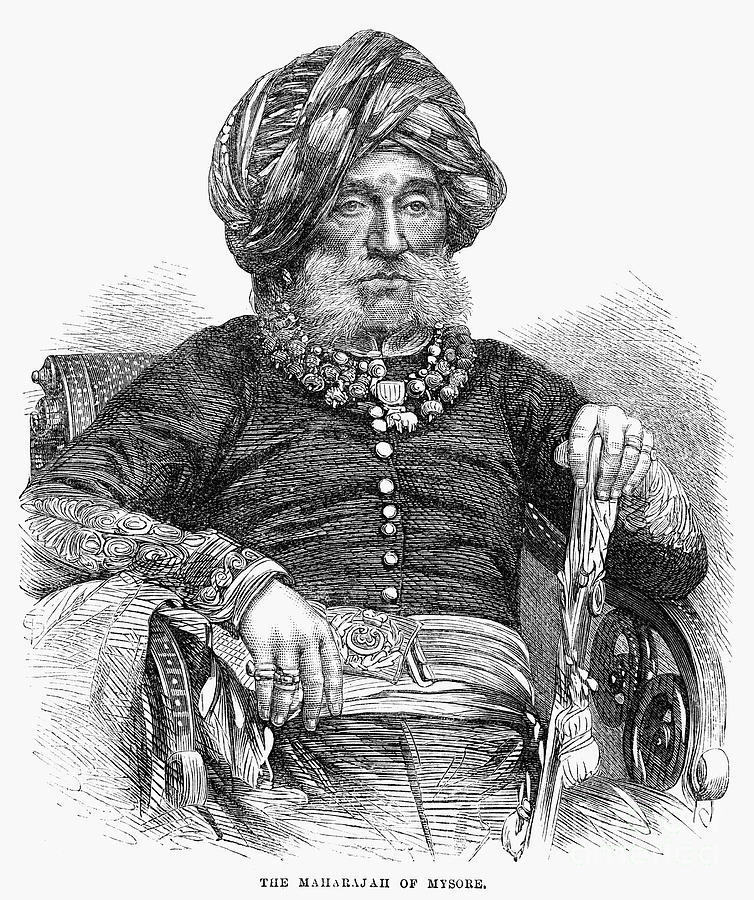
(Муммади) Кришнараджа Водеяр III (1799-1868)
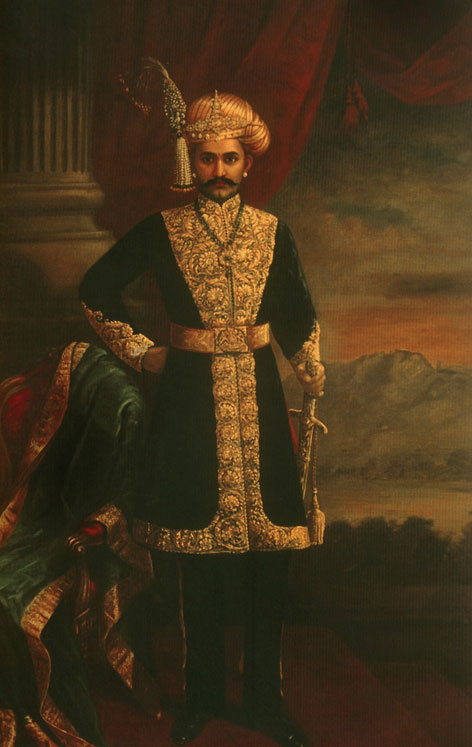
Чамараджа Водеяр X (1868—1894)
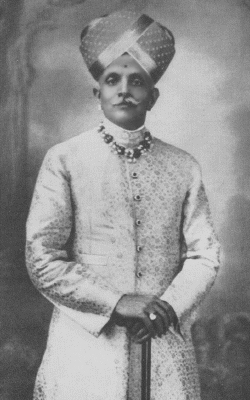
Кришнараджа Водеяр IV (1894—1940)
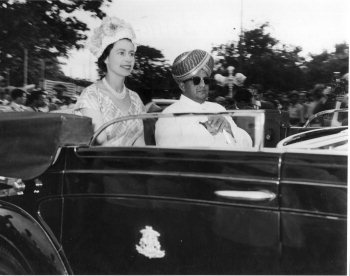
Джаячамараджендра Водеяр (1940-1947)(1947-1966,как Губернатор)

Архитектура Майсура
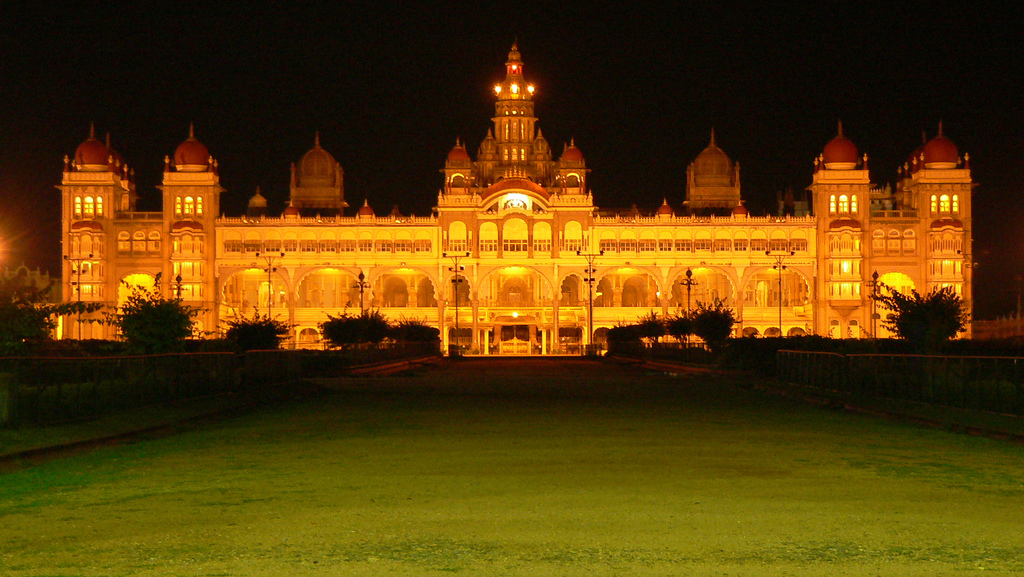
Дворец Майсура
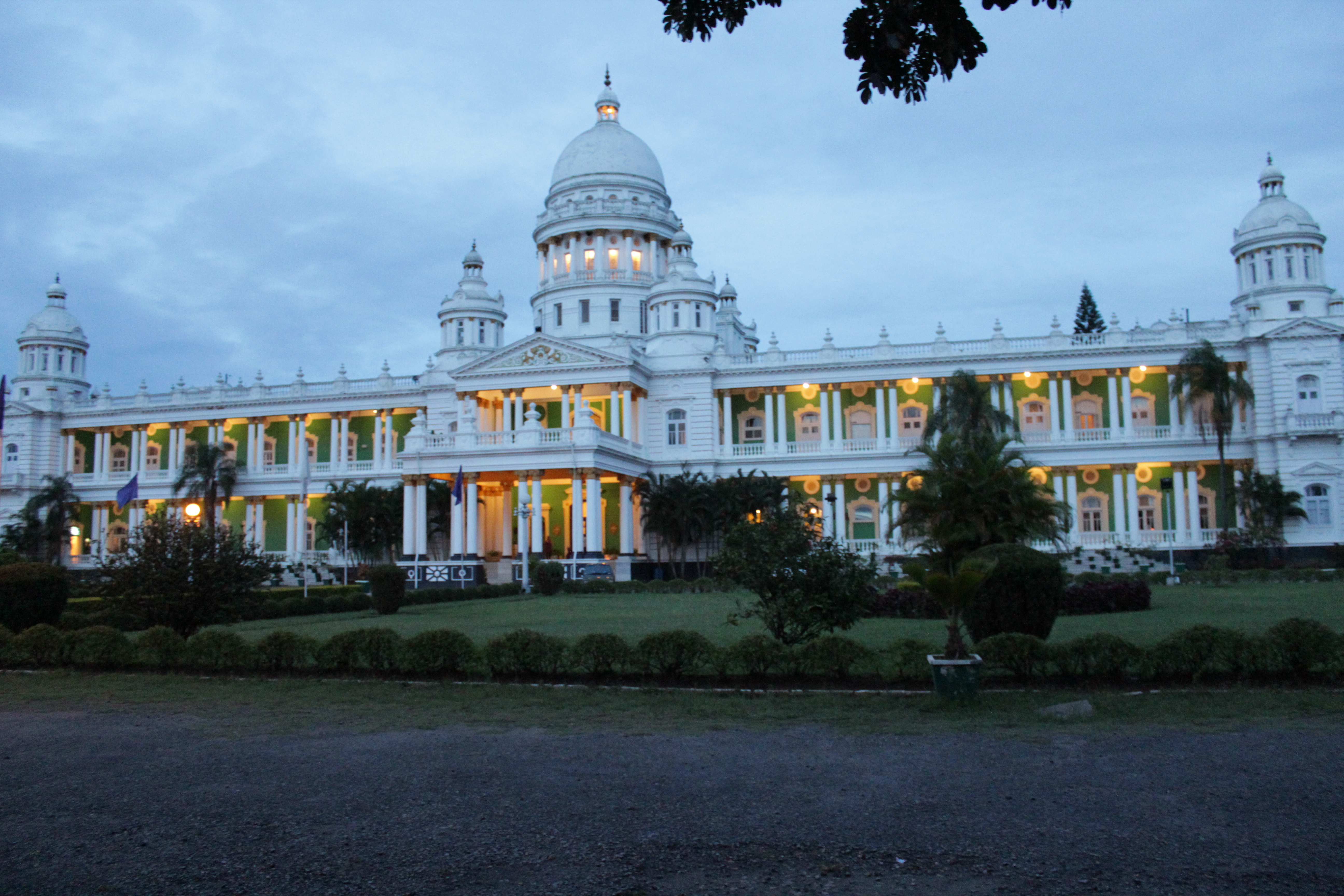
Лалита Махал
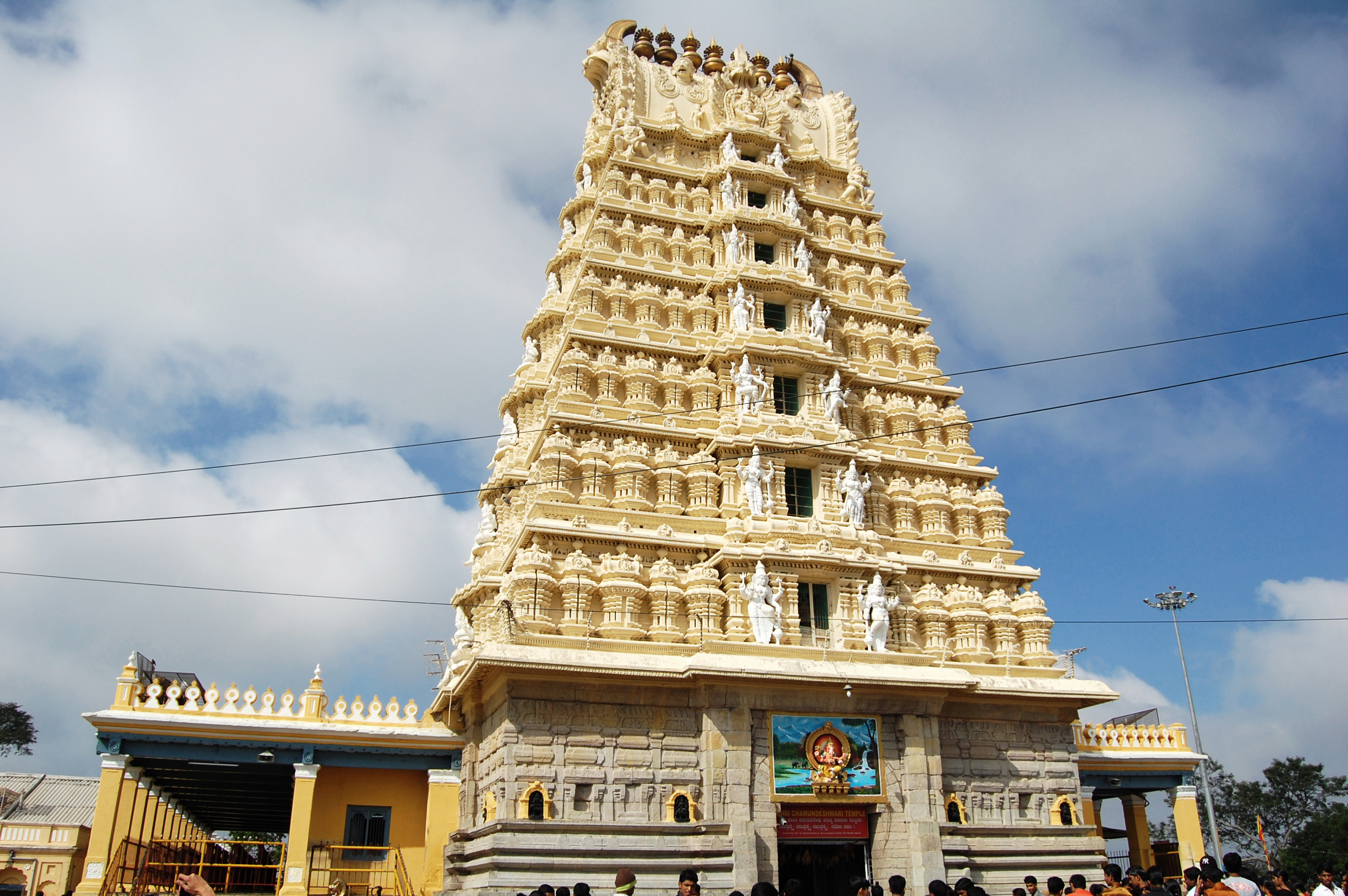
Храм Чамундешвари
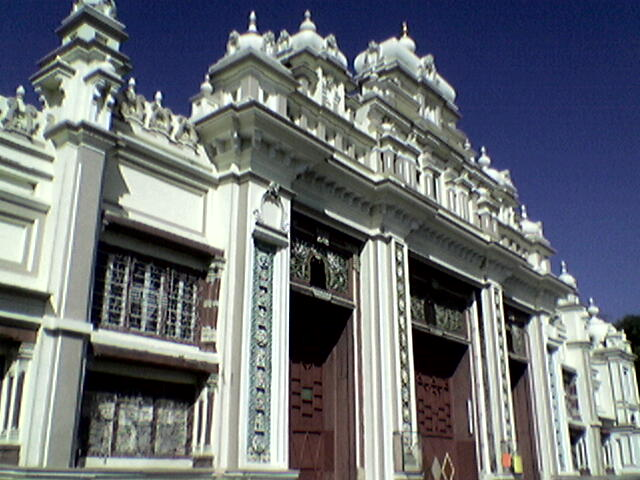
Дворец Джаганмохан
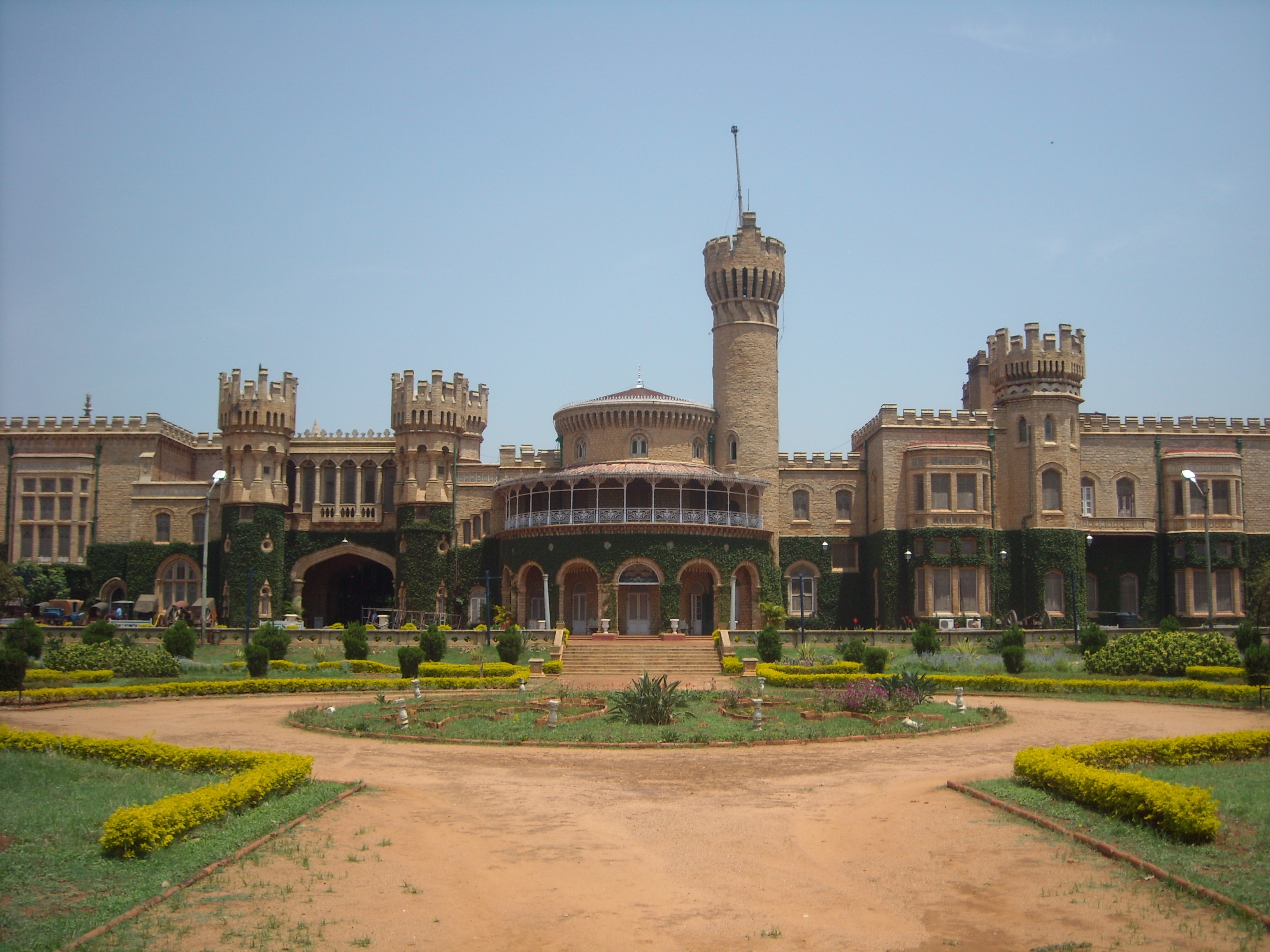
Дворец Бангалора
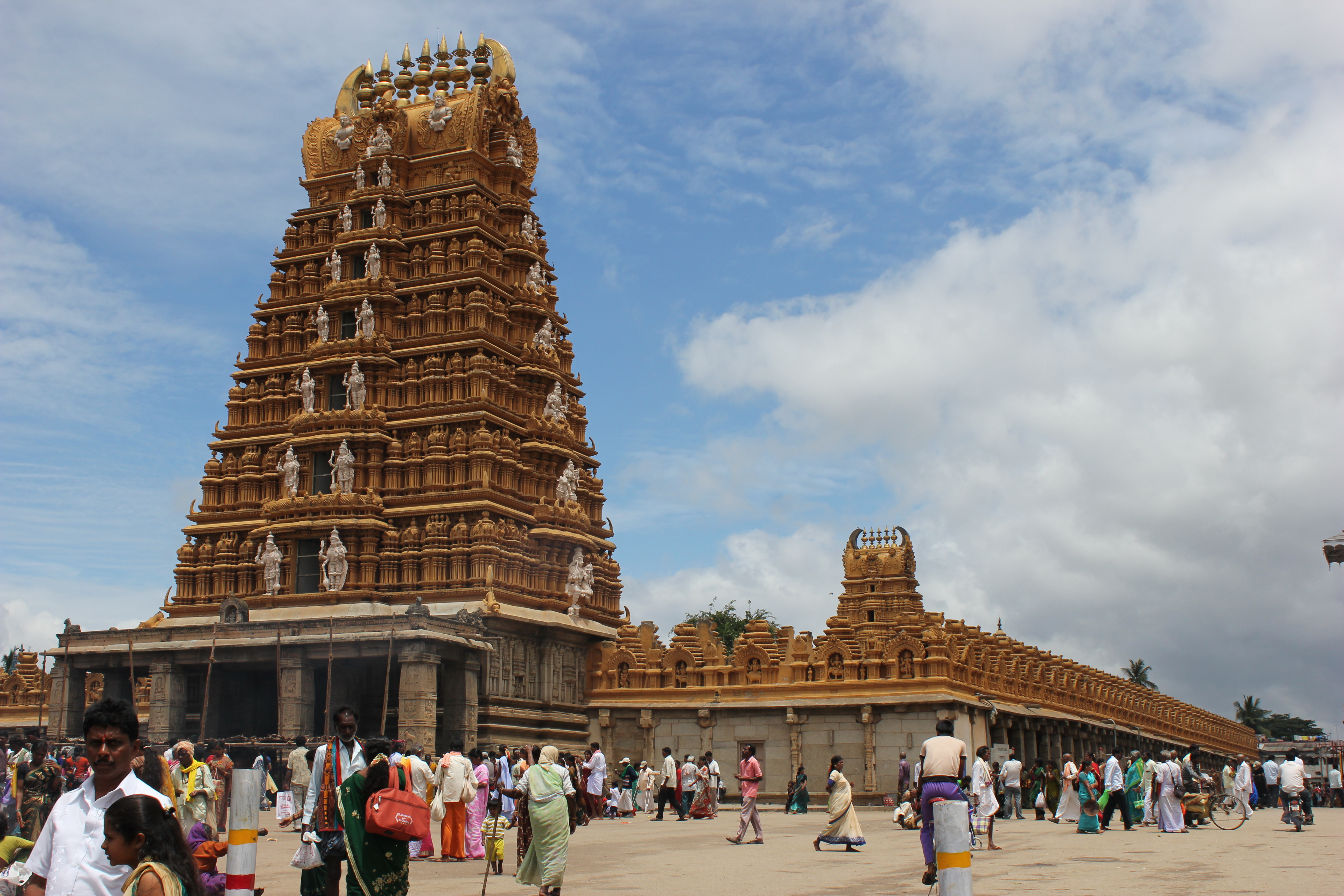
Храм Наджанагуд
Майсурский университет
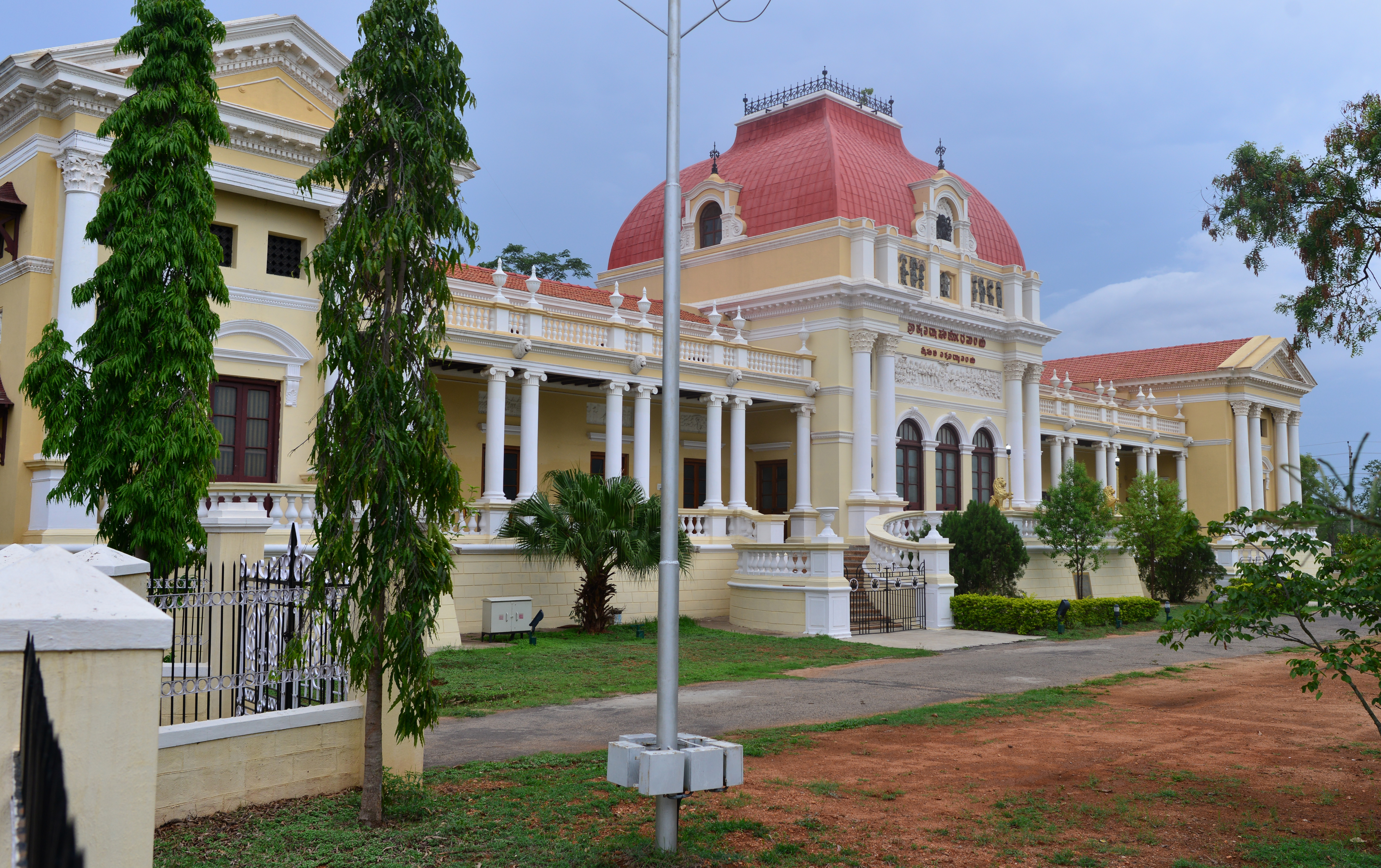
Научно-исследовательский институт Востока, Майсур.
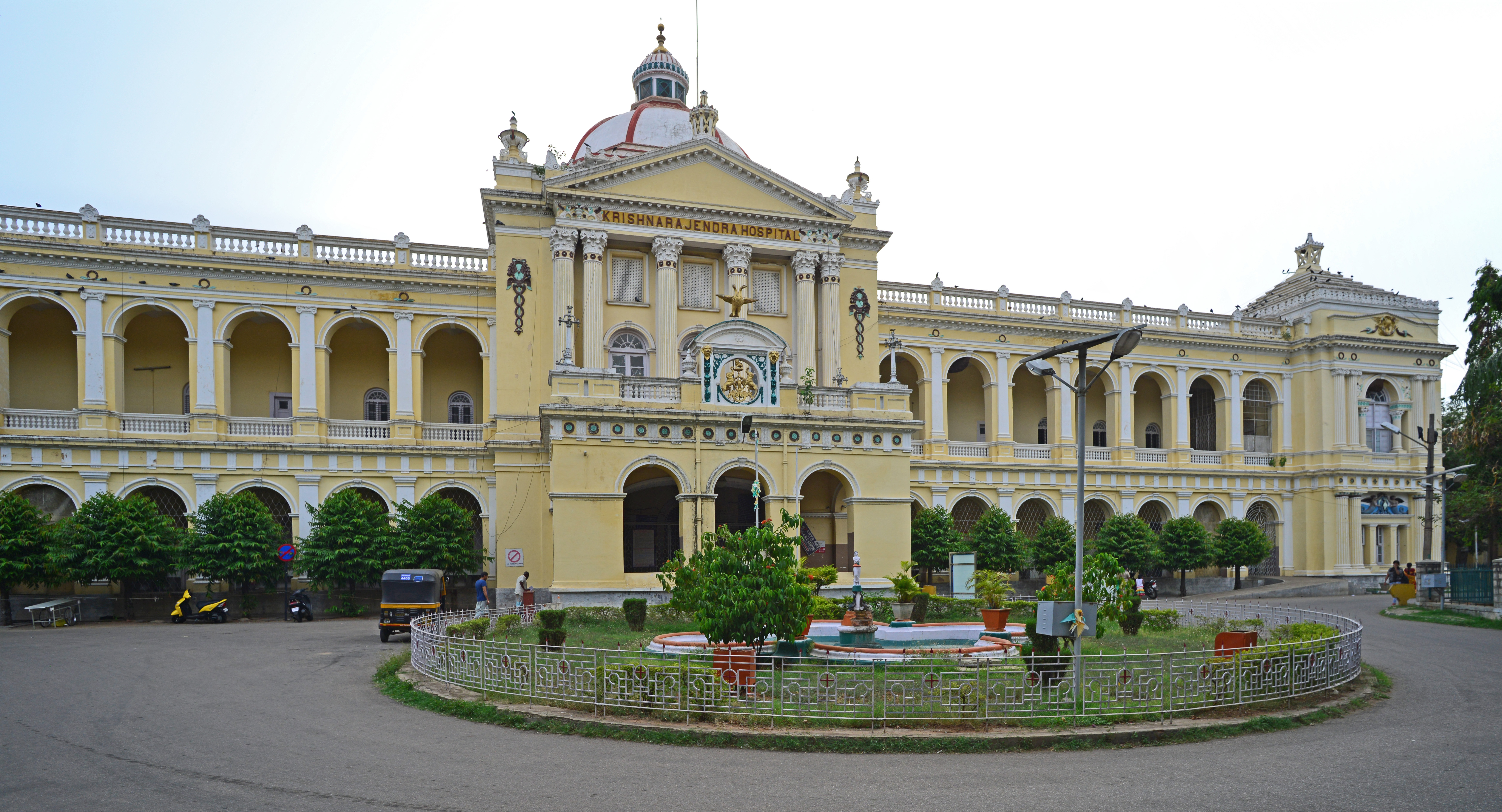
Больница им. Кришна Раджендра
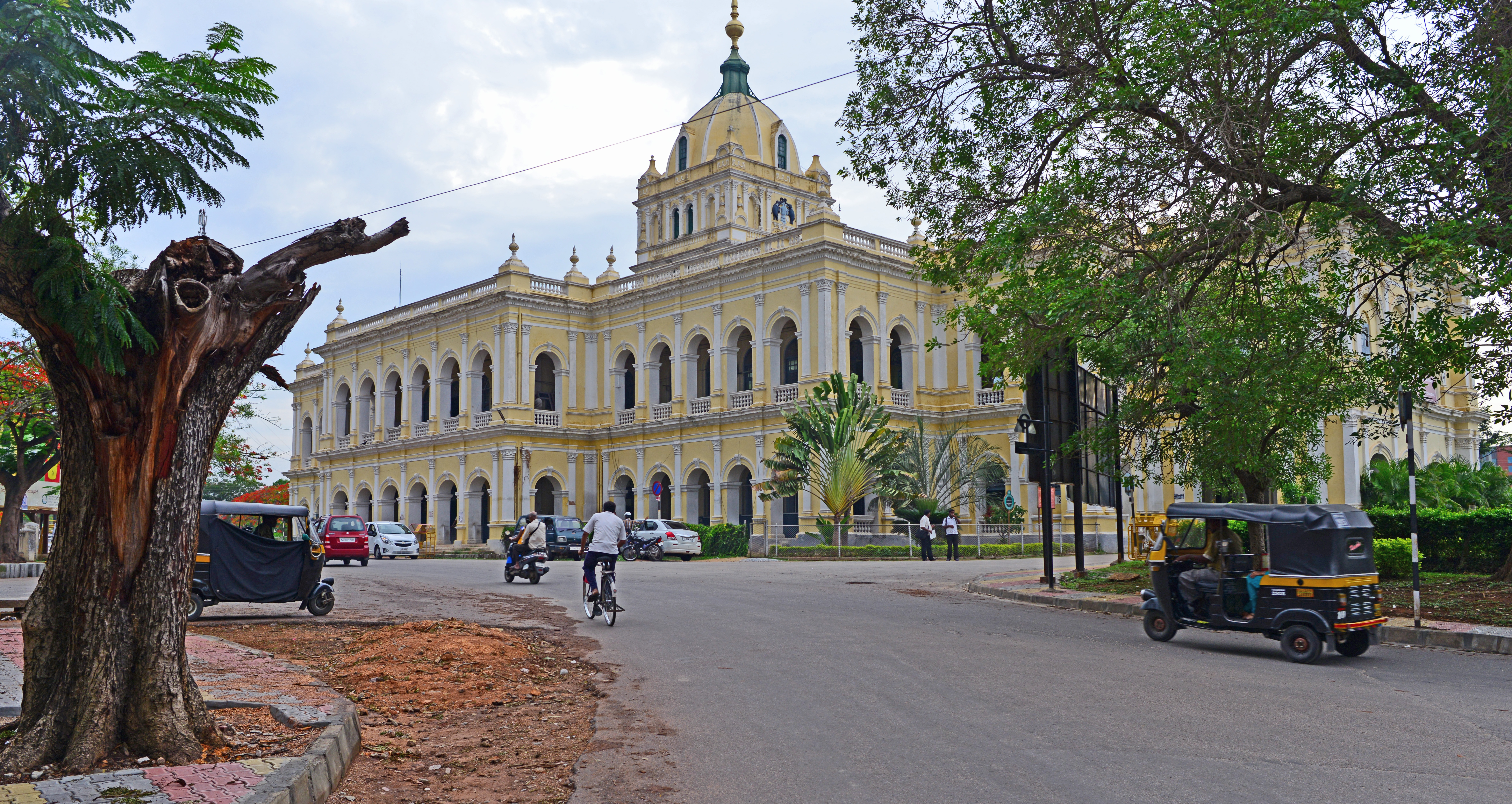
Здание Комиссариата Округа Майсур
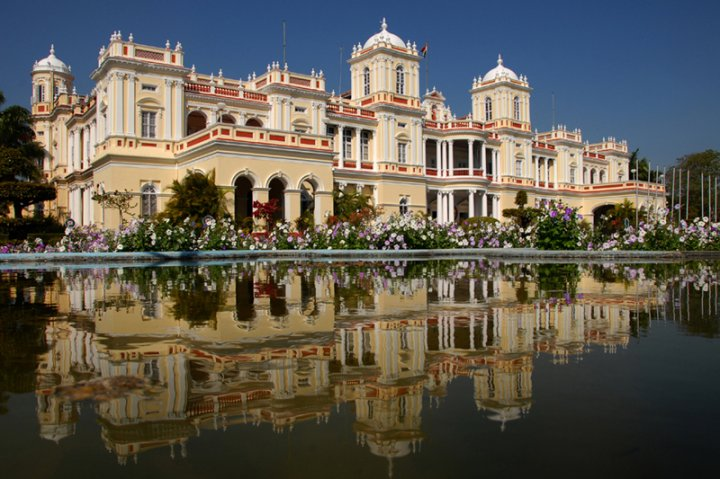
Научно-исследовательский институт пищевых производств.